# Hecphora latefasciata
Hecphora latefasciata là một loài bọ cánh cứng trong họ Cerambycidae.